# Luis Montoya (Fußballtrainer)
Luis Fernando Montoya Soto (* 23. Juli 1961 in Caldas) ist ein ehemaliger kolumbianischer Fußballtrainer. Als sein größter Erfolg gilt der Gewinn der Copa Libertadores 2004 mit Außenseiter Once Caldas.

## Karriere
Luis Montoya wurde am 23. Juli 1961 in Caldas im Zentrum Kolumbiens geboren. Nachdem er als aktiver Fußballspieler nicht in Erscheinung getreten war, arbeitete er als Trainer lange Jahre in der Jugendarbeit verschiedener kolumbianischer Vereine. 1995 war er kurzzeitig Coach der U-20-Nationalmannschaft des südamerikanischen Landes. Später wirkte er in verschiedenen Funktionen für Atlético Nacional, wo er unter anderem Jugend- und Assistenzcoach war.
2001 übernahm er dann das Traineramt der ersten Mannschaft von Atlético Nacional. Kolumbiens Rekordmeister konnte allerdings unter Montoya keinen Titel gewinnen. Dieser blieb bis zum Ende der Saison 2002 im Amt und erzielte mit seiner Mannschaft die Platzierungen neun und drei.
Ab Anfang 2003 hatte Luis Montoya das Traineramt beim Verein Once Caldas aus Manizales inne. Hier avancierte Montoya zum Erfolgscoach und führte seine Mannschaft gleich im ersten Jahr zum Gewinn der kolumbianischen Fußballmeisterschaft, erst der zweite Titel in der Vereinsgeschichte. Erreicht wurde dies durch einen 1:0-Sieg nach Hin- und Rückspiel des Finals gegen Atlético Junior. Durch diesen Titelgewinn war Once Caldas für die Copa Libertadores 2004 qualifiziert, ging in das Turnier jedoch eher als Außenseiter. In der Gruppenphase bekam man es mit Unión Atlético Maracaibo aus Venezuela, CA Vélez Sársfield aus Argentinien sowie CA Fénix aus Uruguay zu tun. Souverän setzte sich Once Caldas in dieser Gruppe durch und erreichte als Erster das Achtelfinale. Dort traf man auf den Barcelona SC Guayaquil aus Ecuador und konnte sich am Ende knapp mit 4:2 im Elfmeterschießen durchsetzen, nachdem es nach Hin- und Rückspiel unentschieden gestanden hatte. Überraschender verlief dann das Viertelfinale, wo Once Caldas auf den zweimaligen Libertadores-Sieger FC Santos aus Brasilien traf und im Gesamtergebnis mit 2:1 gewann. Damit stand der kolumbianische Außenseiter bereits im Halbfinale. Dort konnte man dann sogar den hoch favorisierten FC São Paulo mit einem erneuten 2:1 nach Hin- und Rückspiel bezwingen und fand sich zum ersten Mal in der Vereinsgeschichte im Finale der Copa Libertadores wieder. Gegner hier war der argentinische Spitzenklub Boca Juniors, der zudem noch Titelverteidiger war. Nach einem torlosen Remis im Hinspiel endete das Rückspiel mit 1:1 nach Verlängerung, sodass ein Elfmeterschießen den Sieger der Copa Libertadores 2004 bestimmen musste. Während bei den Boca Juniors alle vier Schützen verschossen, verwandelten die Spieler von Luis Montoya immerhin zwei ihrer Elfmeter und sicherten sich den Titel in der Copa Libertadores. Wenig später traf Once Caldas im letzten Weltpokalspiel überhaupt (der Wettbewerb wurde nach der Saison abgeschafft und als FIFA-Klub-Weltmeisterschaft neu organisiert) auf den Sieger der UEFA Champions League 2003/04, den FC Porto. Nach 0:0 nach Verlängerung ging es erneut ins Elfmeterschießen, in dem diesmal jedoch Porto die besseren Nerven zeigte und sich nach achtzehn Elfmeter mit 8:7 durchsetzte. Wenig später trat Montoya als Trainer von Once Caldas zurück.

## Überfall
Am 22. Dezember 2004, nur zehn Tage nach dem Weltpokalspiel gegen den FC Porto, wurde Luis Montoya in der kolumbianischen Großstadt Medellín Opfer eines Raubüberfalls. In dessen Verlauf wurde der Fußballtrainer und verheiratete Familienvater angeschossen und schwer verwundet. Montoya versuchte bei dem Überfall, seine Frau zu beschützen, woraufhin die Täter Schüsse auf das Ehepaar abgaben. Während Montoyas Frau relativ unbeschadet blieb, wurde Luis Montoya schwerer getroffen. Seit dem Attentat ist er vom Kopf abwärts gelähmt, zudem ist sein Sprechvermögen eingeschränkt und er muss künstlich beatmet werden. Seitdem nimmt der ehemalige Trainer an einem Experiment zur Stammzellentransplantation teil, das seinen Gesundheitszustand verbessern soll.
Anfang 2005 wurde der schwer kranke Luis Montoya zu Südamerikas Trainer des Jahres 2004 gewählt.
Heute lebt Luis Montoya mit seiner Frau und seinem Sohn in Medellín und arbeitet von Krankenbett aus als Experte für das kolumbianische Fernsehen. Zudem schreibt er Kolumnen in populären kolumbianischen Zeitungen wie El Tiempo.

## Erfolge
- Copa Libertadores: 1×

2004 mit Once Caldas
- Kolumbianische Meisterschaft: 1×

Apertura 2003 mit Once Caldas